# AmberScript
 (mai 2022).
AmberScript est une société de logiciels basée à Amsterdam, aux Pays-Bas. La technologie d'Amberscript permet de convertir des fichiers audio ou vidéo en sous-titres ou en texte.

## Histoire
L'entreprise a été fondée en décembre 2017 à Amsterdam par Peter Paul de Leeuw, Thomas Dieste et Timo Behrens.
Le premier produit était une synthèse vocale en néerlandais, un outil en ligne qui convertit l'audio en un fichier texte modifiable.
Fin 2018, la société a mis à disposition des services de transcription manuelle et de sous-titrage.
En 2019, la société a introduit un moteur de reconnaissance vocale, spécialement conçu pour les débats politiques dans les municipalités et les parlements.
En novembre 2020, Amberscript a lancé des sous-titres en direct avec le parlement de l'État de Mecklembourg-Poméranie occidentale.